# Hüsker Dü
Hüsker Dü（ /ˈhʊskər ˈduː/ ）是一支美国的朋克摇滚乐队，1979年成立于明尼苏达州的圣保罗。乐队的常任成员是吉他手兼主唱Bob Mould，贝斯手兼主唱Greg Norton 和鼓手兼主唱Grant Hart 。Hüsker Dü最初以硬核朋克乐队的身份崭露头角，后来成为另类摇滚乐队。Mould和Hart是乐队的主要词曲创作者，Hart高亢的声音与Mould的男中音在不同的歌曲中作为主唱。
在独立唱片公司SST Records旗下发行了三张LP（包括1984年广受好评的《Zen Arcade》）、一张EP之后，乐队与华纳兄弟签约，于1986年发行了他们的最后两张录音室专辑。乐队于1988年1月解散。Mould后来发行了两张个人专辑，在1990年代初组建了Sugar乐队；而Hart则在SST发行了一张个人专辑，后来组建了Nova Mob乐队。
在各自的乐队在1990年代中期解散后，Mould和Hart继续进行独立的音乐创作，Hart一直持续到2017年去世。在Hüsker Dü解散之初，Norton在音乐上并不那么活跃，专注于餐饮行业。他于2006年重返唱片业。

## 历史

### 成立和早期（1979-1980年）
Grant Hart、Bob Mould、Greg Norton和键盘手Charlie Pine于1979年组成一个名为“Buddy and the Returnables”的乐队开始演出。当时，Mould是玛卡莱斯特学院的一名新生，并常去圣保罗的Cheapo Records唱片店，Hart是那里的售货员。Hart和Norton最初是在申请同一份工作时碰面的，而North最终得到了这份工作。Hart和Mould在对Ramones的共同热爱中结下了不解之缘，不久之后，他们又邀请Norton和Pine组成乐队。他们开始演出，主要演奏翻唱歌曲、一些经典摇滚歌曲以及常见的Ramones的音乐。背着Pine，其余乐队成员在私底下都不喜欢Pine的键盘声音，开始在没有Pine的情况下排练并创作出了一些原创作品。
乐队的新名称起源于排练Talking Heads的《Psycho Killer》时由于无法回忆起原版中演唱的法语部分（例如Qu'est-ce que c'est? ），他们开始大声喊出自己所知道的所有外语单词，包括1970年代流行的记忆板游戏Hūsker Dū？的标题（不带变音符号的短语在丹麦语和挪威语中的意思是“你还记得吗？”）。这个名字被保留了下来，他们在上面添加了重金属变音符号。Mould说，他们喜欢这个名字所具有的神秘特质，这使他们与其他硬核朋克团体区别开来，这些团体的名字都像是“社会红青年朝旅变形”。 Mould还说，虽然Hüsker Dü总体上喜欢许多硬核朋克乐队，但他们从来没有把自己视为纯粹的硬核朋克，他们的名字就是一个不愿被归类的尝试。
Hart，Mould和Norton在1979年3月30日的首次正式演出中丢下了Pine，并以新名称继续作为三人组。Mould曾写道，他认为乐队的第一场“真正的演出”实际上在1980年5月17日，在著名的朋克俱乐部Jay's Longhorn Bar举行。 
到1980年，乐队开始在明尼阿波利斯定期演出，他们的音乐变得更加快速、凶猛和原始，使其成为中西部最早的硬核朋克乐队之一。通过大量的巡回演出，他们很快吸引了一些朋克先锋的注意，其中包括Black Flag和Dead Kennedys的Jello Biafra，后者为Hüsker Dü带来了许多新粉丝。黑旗乐队的吉他手兼词曲作者Greg Ginn随后将乐队签约在了他的唱片公司SST Records旗下。

### 早期发行（1981–1983）
乐队于1981年开始在Terry Katzman的Reflex Records厂牌下发行单曲。他们的前两张专辑《Land Speed Record》和《Everything Falls Apart》获得了很多好评。他们的定期巡回演出引起了Minutemen的注意。Minutemen在他们的唱片公司New Alliance Records旗下发行了他们的处女作和单曲《In Freeland》。这导致了乐队与SST Records签约。
激烈而多变的《Metal Circus》EP于1983年发行。Hüsker Dü更具旋律性的演奏引发了大学生的共鸣。美国数十个校园电台争先播放了《Metal Circus》中的曲目，尤其是Hart的《Diane》。此外，《Metal Circus》在上一张全长专辑《Everything Falls Apart》的基础上有了更多更新的创意、技巧和旋律。 
尽管乐队此时仍然坚持高分贝的、节奏迅速的朋克摇滚风格，但三人组开始在歌曲中尝试更富动感的旋律和声响，尽管它们和之前的作品一样具有侵略性。Mould在1997年说道：“Hüsker Dü早期的作品都非常快而且非常愤怒，因为我们才18岁，而且不通晓乐器，但是我一直在用我的耳朵写旋律。” 

### 《Zen Arcade》、《New Day Rising》和《Flip Your Wig》（1983–1985年）

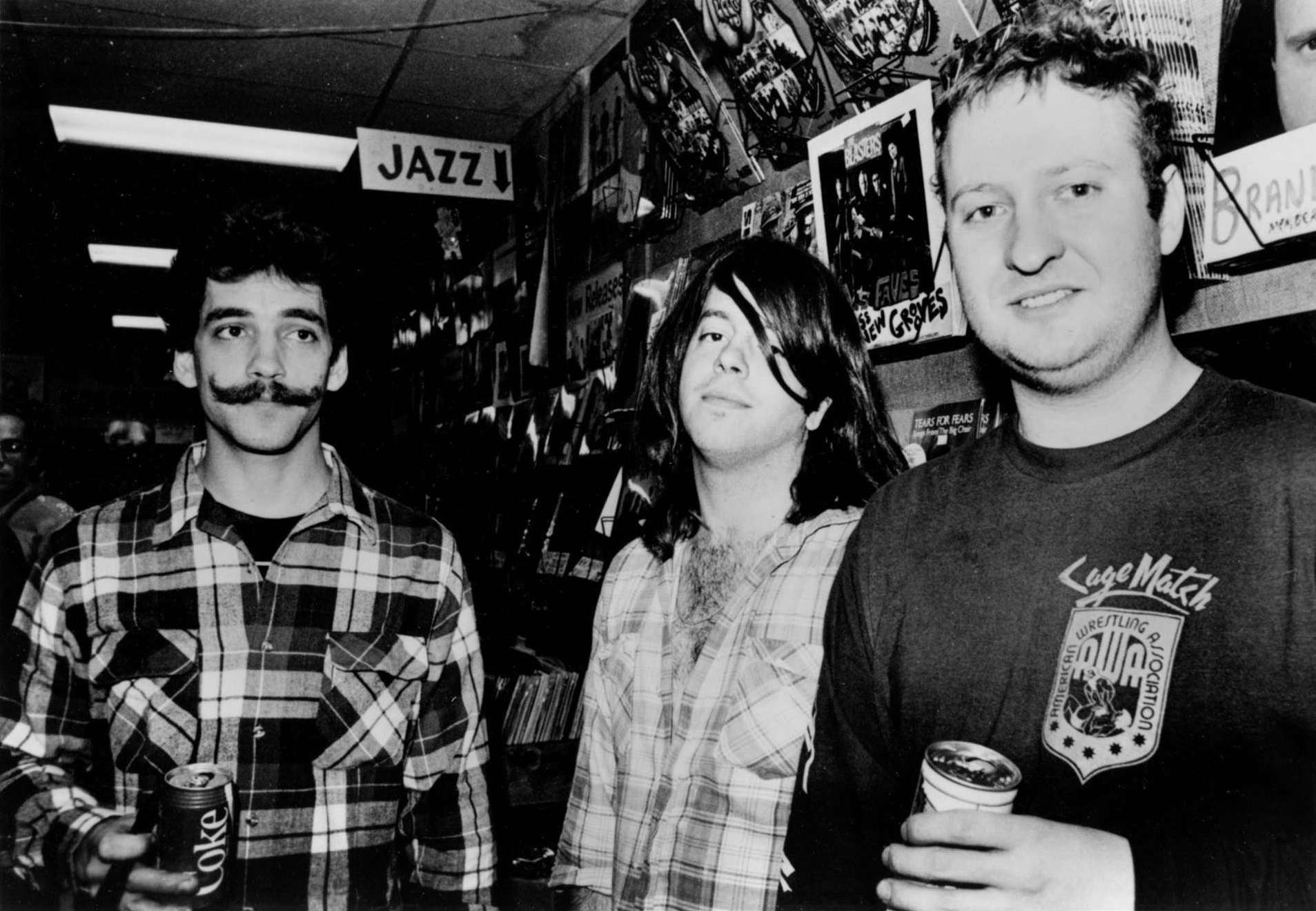
1985年《New Day Rising》宣传照片中的Hüsker Dü

1983年，Hüsker Dü的成员希望在硬核朋克的限制之外创作音乐。在1983年接受《Matter》采访时，摩尔告诉采访者Steve Albini：“我们将尝试做一些比摇滚和整个巡回演唱会更大的事情。我不知道那会是什么，我们只是要把它做出来，但它将会是一个超出‘朋克摇滚’或其他任何东西的一个全新概念。” 
第二年，Hüsker Dü在45小时内以3200美元的成本录制了一张双CD专辑《Zen Arcade》。《Zen Arcade》是一张概念专辑，讲述了一个男孩离开家面对这个残酷无情的世界的故事。考虑到当时在美国朋克摇滚中盛行的纯粹主义情绪，它在艺术和概念上有着很大的野心。《Zen Arcade》获得了广泛的好评，赢得了主流音乐媒体的关注，最终获得了数个年度最佳唱片奖项。这也有助于将乐队的听众扩大到朋克社区之外。David Fricke在为《滚石》杂志所作的评论中将其形容为“最接近歌剧的硬核朋克……这是一种极具冲击力的摇滚歌剧。” 
1989年，《Zen Arcade》被列在了《滚石》的20世纪80年代最伟大的100张专辑名单上，排名第33位。SST错误地采取了过度谨慎的态度，最初只发行了3500到5000张专辑的唱片，而这些唱片在乐队巡回演出的几周内就已经被销售一空。专辑在几个月后仍然缺货，这影响了销量并挫伤了乐队。
乐队开始录制《Zen Arcade》的后续专辑《New Day Rising》，像《Zen Arcade》一样发行。 乐队的下一张专辑《Flip Your Wig》在《New Day Rising》发行九个月后发行。《Flip Your Wig》成为CMJ专辑榜上独立唱片中的第一名。
到了年底，《New Day Rising》和《Flip Your Wig》均跻身于《The Village Voice》年度Pazz ＆ Jop评论家调查的前十名。他们快速的专辑发布突显了乐队创意上的进化。

### 与华纳兄弟签约；《Candy Apple Gray》（1985–1986）
在录制《Flip Your Wig》期间，华纳兄弟与Hüsker Dü取得了联系，并向该乐队提供了录音合同。乐队觉得自己已经达到了销售上限，只有在更大的唱片公司的帮助下才能突破这个上限。让乐队保留其对音乐创作的完全控制的承诺促使乐队与唱片公司签了约。 Mould还列举了SST的分销问题作为此举的原因，并指出有时促销活动上没有用于签名的唱片。 
乐队预计自身不会出售大量唱片。相反，华纳兄弟看重他们的基层粉丝群和很“酷”的状态，并且通过保持较低的开销，公司预计乐队将会盈利。 《Candy Apple Gray》是他们在华纳发行的第一张主要唱片专辑，尽管华纳兄弟在乐队选择在SST发行《Flip Your Wig》之前曾游说过乐队在华纳发行。《Candy Apple Gray》是Hüsker Dü的首张入选Billboard Top 200榜的专辑，但尽管在广播和MTV上获得了曝光，但它的排名不超过140名。

### 《Warehouse：Songs and Stories》及解散（1987–1988）
在1987年乐队巡回演唱前夕，经理David Savoy自杀身亡后，Mould开始承担乐队的大部分管理职责，以支撑双CD专辑《Warehouse：Songs and Stories》的发行，这时Mould和Hart之间的创作和个人矛盾愈演愈烈。Hart在2006年9月对英国的《 Q 》杂志说：“我对（Savoy的）自杀负全部责任。这是Bob和我的工作压力的直接结果，因为他被迫陷入两面困境。” Mould称Savoy的自杀是“结局的开始”。 
《Warehouse：Songs and Stories》的促销巡回演出包括乐队职业生涯中最引人注目的电视节目，包括在琼·里弗斯主持的《晚间秀》和NBC早间新闻节目中的表演。 
1987年，乐队在密苏里州哥伦比亚的一场演出后解散。Hart私下试图用美沙酮来戒除海洛因，但他的隐情泄露了。Hart仍然参加演出，但Mould和Norton担心他会因为戒毒的不良反应而无法参加其余的演出。尽管Hart坚持认为自己可以表演，但Mould已经取消了剩余的演出日期。Hart四天后退出了乐队。Mould曾说，解散是“三个人各走各的路”，这指的是Hart的毒品使用和新关系、Norton最近的婚姻和新事业、Mould自己刚刚戒掉了终身饮酒习惯。Mould决定在1988年1月26日在Hart父母家中的一次讨论中正式结束乐队。 
乐队解散六年后，发行了乐队最后巡回演唱会的现场专辑《The Living End》。但Mould说，他自己甚至都从未听过这张专辑。

### 解散后（1989年至今）

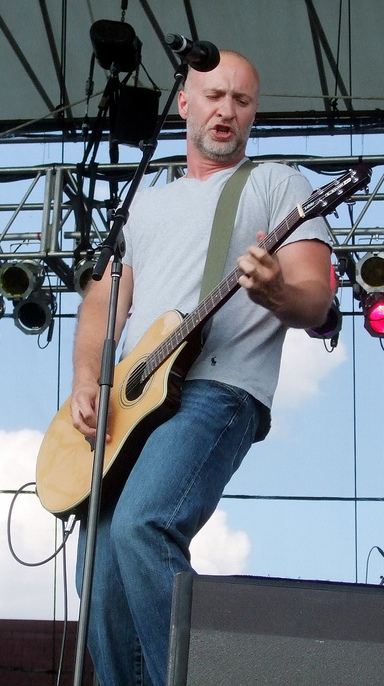
2007年7月，Bob Mould在McCarren Park泳池.

Mould和Hart制作了个人专辑，并分别组建了Sugar乐队和Nova Mob乐队。Mould还与Richard Morel一起加入了Blowoff乐队。2005年，在避开了和电子乐队的演出多年之后，Mould回到了乐队的巡回演出，并将Hüsker Dü和Sugar的歌曲加入了他的音乐集。他的专辑《Silver Age》在2012年Sugar的两张全长专辑再版后不久发行，被公认为是对形式的回归。
Mould的乐队中，主要包含贝斯手Jason Narducy（来自Verbow，单飞）和鼓手Jon Wurster（来自 Superchunk和The Mountain Goats）。Norton组建了Gray Area乐队，与Shotgun Rationale乐队合作，并成为一名厨师。他和他的前妻Sarah在明尼苏达州雷德温拥有一家餐厅，名为The Nortons'，直到2010年。除了担任餐厅工作外，Norton还在2006年重返音乐界，成为明尼苏达州的The Gang Font feat. Interloper乐队的贝斯手。该乐队于2007年发行了同名专辑。2016年，Norton还加入了威斯康星州独立摇滚乐队Porcupine，与他们一起积极地进行表演和录制。
Mould和Hart在为生病的Soul Asylum乐队贝斯手Karl Mueller举办的一场慈善音乐会上团聚，后者一直在接受癌症治疗。在计划中Mould的独奏音乐会结束时，Mould和Hart演奏了《Hardly Getting Over It》和《Never Talking to You Again》。Mould指出，演出不应点燃乐队重组的任何“虚假希望”。 
2005年6月，Mould在接受Billboard杂志采访时表示，SST几年来一直没有给乐队提供唱片和CD销量的会计信息，因此计划从SST重新获得母带并将其重新发行到其他地方，这一计划一直被为前乐队成员之间的纠纷所困扰的公司所阻碍。。
Mould还和No Age在2008年在纽约州蒙蒂塞洛举办的All Tomorrow's Parties节上，轮流演奏了一些乐队的歌曲。
2015年10月12日，Hüsker Dü开设了一个官方网站，这是一个在线商品商店。Norton告诉《明星论坛报》说：他，Mould和Hart已经就他们的音乐达成了许可协议，并且Facebook页面“可能很快就会上线”。当被问及可能的Hüsker Dü重聚时，Norton回答说：“最主要的是，我们三个人之间现在正在进行着沟通。”
哈特于2017年9月14日死于肝癌，享年56岁。在公开声明中，Mould记得他的前队友是“一位才华横溢的视觉艺术家，一位出色的讲故事者和一位令人恐惧的才华横溢的音乐家。每个被他的精神感动的人都将永远记得他。”
Numero集团于2017年11月10日发行了《Savage Young Dü》，包括该乐队的SST之前唱片的集合，如《Land Speed Record》和《Everything Falls Apart》的替代版本
2019年3月30日，在圣保罗举行的首届Hüsker Dü演出40周年纪念之际，Bob Mould在圣保罗举行了一场音乐会，其中他得到了由Greg Norton做为主唱的Porcupine乐队的支持。 为了纪念这一时刻，两位前Hüsker Dü成员都向已故的队友Grant Hart致敬，并在其中演唱了他的一首歌，其中Mould演唱了《Never Talking to You Again》，而Porcupine乐队则翻唱了《Standing by the Sea》”。

## 音乐风格

乐队的标志

Hüsker Dü最初是一支以速度和强度著称的硬核朋克乐队。尽管乐队在其职业生涯的早期包含了一些较慢的曲目，但Hüsker Dü的曲目后来变得迅速起来，原因是作为开场表演的演出时间减少了，并在节目演出想要对抗观众。Norton回忆说：“这时我们想的大概是：‘看看我们能打多快吧’。我想我们只是想把人们赶走。”在看过D.O.A.，Dead Kennedys和The Fartz等朋克乐队的演出之后，Hüsker Dü特别受到了他们的影响。NME记者Andy Gill主张道：Hüsker Dü富有特征性的声音在《Metal Circus》EP上得到了体现，包含了像“雷暴、打嗝”一样的鼓，旋律性而坚实的贝斯和“数十亿”失真的吉他，叫喊着的嘶哑刺耳人声融入进它的深处。他认为，它们与其他朋克乐队的不同之处在于“它们以一种看上去不起作用的方式将那些相同的乐器混合在一起，在一首歌中结合了多种流派的元素。”
随着乐队事业的发展，Hüsker Dü逐渐地在歌曲中强调旋律。与其他硬核乐队不同，Hüsker Dü并没有拒绝经典摇滚。Hart说：“你知道要拆除旧的以便为新的腾出空间吧？好吧，音乐不是城市规划。” 乐队在他们职业生涯的早期就翻唱了1960年代的热门歌曲，例如唐纳文 的《Sunshine Superman》和The Byrds的《Eight Miles High》。随着乐队成员逐渐转变为音乐家，他们发现他们能够以较慢的节拍演奏，同时仍保持节奏，从而延长了旋律。
Hart和Mould是乐队的词曲作者。他们俩都以惊人的速度分别创作了自己的歌曲。后来，Hart指责Mould确保Hart的歌曲在专辑中所占的比例不超过45%。他们设计了自己的徽标来代表他们的共同思路——一个圆圈，其中包含三条平行的水平线，一条垂直线将它们连接起来。圆圈象征着乐队：三条线是独立的成员，相交的线是连接它们的创造力的共同线。

## 影响

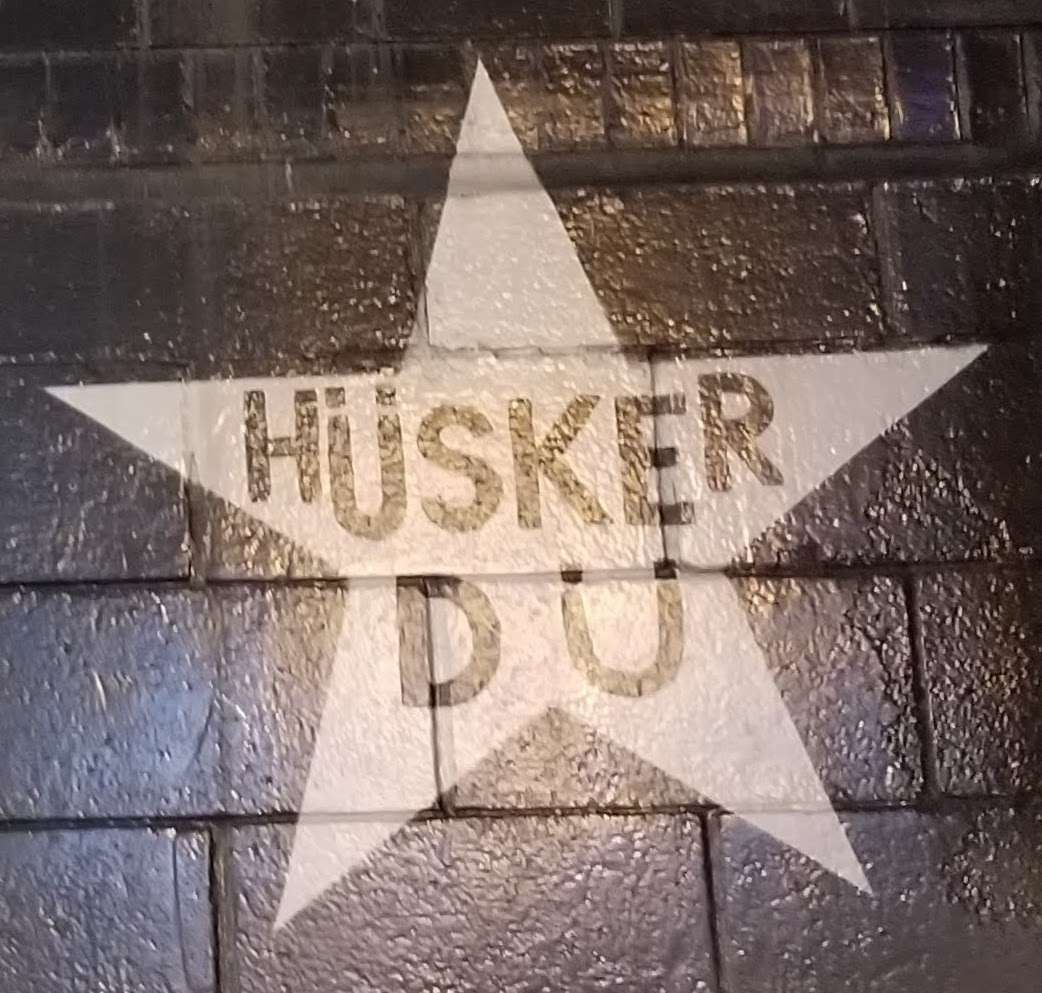
明尼阿波利斯夜总会First Avenue (nightclub)外墙壁画上属于Hüsker Dü的星

Hüsker Dü被公认为是1980年代美国独立音乐舞台上的主要乐队之一。音乐作家Michael Azerrad在其2001年的《我们的乐队可能成为你的生活》一书中断言，Hüsker Dü是硬核朋克音乐与更为旋律多样的學院搖滾音乐之间的重要纽带。Azerrad写道：“Hüsker Dü在说服地下，旋律和朋克并非对立面方面发挥了巨大作用。”
乐队也成为了一个榜样，成为了美国最早签约主流唱片公司的独立乐队之一，这有助于将学院摇滚确立为“可行的商业事业”。
Kim Deal加入了Pixies乐队以回应Black Francis刊登的一则机密广告，该广告招募了一位喜欢Peter, Paul and Mary和Hüsker Dü的女贝斯手。
Metallica首席吉他手Kirk Hammett在VH1的《最伟大的100位硬摇滚艺术家》中说，他拥有Hüsker Dü的现场录音带，他们的才华给人留下了深刻的印象。在同一部纪录片中，The Smashing Pumpkins的主唱Billy Corgan也称赞他们充沛的精力和对朋克摇滚的态度。
涅槃乐队贝斯手Krist Novoselic表示，“Nirvana的音乐风格没有新意；但Hüsker Dü做到了”。
Hüsker Dü影响了北爱尔兰乐队Therapy?。他们在1995年的专辑《Infernal Love》中演唱了Hüsker Dü的《Diane》。这首歌是作为单曲发行的。主唱Andy Cairns将《Zen Arcade》列为他有史以来第七张最喜欢的专辑。2013年，总部位于明尼苏达州的自行车公司45NRTH发行了名为Hüsker Dü的胖胎轮胎，以表彰该乐队。 
Foo Fighters在1996年Féile音乐节上露面之前，Dave Fanning接受RTÉ的Planet Rock Profiles采访时，Dave Grohl谈到《Zen Arcade》时说：“那张专辑真是太了不起了。我的意思是说，我以为黑旗很早，然后当我发现《Zen Arcade》时，我想，“天哪，这些人在写歌，伙计，太奇妙了。”他们就像Byrds遇见了黑旗一样，这真让我震惊，而歌曲却永远停留在了你的脑海中，它们真是太神奇了。我觉得《Zen Arcade》录制得太干脆了，我想他们都嗑了LSD才能在48小时内完成录制。他们完成了整张专辑。这就是我所听到的。而且，对我来说，像是：“天哪！这些人都是天才，你知道吗？这真是……这太神奇了。”
Hüsker Dü在明尼阿波利斯夜总会First Avenue的壁画上荣获了一颗星星的荣誉; Mould和Hart的独奏作品也获得了星，使该乐队成为少数多次出现在在壁画上的乐队之一。壁画上的星认可了表演完场的表演者，或者在标志性的场地上对文化做出了重大贡献的表演者。 据记者Steve Marsh称，获得一颗星星“可能是艺术家在明尼阿波利斯可获得的最负盛名的公共荣誉”。 

## 唱片目录

### 录音室专辑
- 《Everything Falls Apart（英语：Everything Falls Apart）》（1983）
- 《Zen Arcade（英语：Zen Arcade）》（1984）
- 《New Day Rising（英语：New Day Rising）》（1985）
- 《Flip Your Wig（英语：Flip Your Wig）》（1985）
- 《Candy Apple Gray（英语：Candy Apple Gray）》（1986）
- 《Warehouse：Songs and Stories（英语：Warehouse：Songs and Stories）》（1987）